# Liste der Monuments historiques in Villers-sous-Chalamont
Die Liste der Monuments historiques in Villers-sous-Chalamont führt die Monuments historiques in der französischen Gemeinde Villers-sous-Chalamont auf.

## Liste der Immobilien
| Bezeichnung                 | Beschreibung | Standort                                  | Kennzeichnung | Schutzstatus | Datum | Bild           |
| --------------------------- | --- | ----------------------------------------- | ------------- | ------------ | ----- | -------------- |
| Kapelle Notre-Dame-des-Bois | auch als La Mère Église bezeichnet; vor 1199 nachweisbar, Schiff und Glockenturm aus dem 13. oder 14. Jahrhundert, Chorraum aus dem 15. Jahrhundert, Westfassade um 1850 erneuert | südlich des Ortes auf dem Friedhof (Lage) | PA25000070    | Inscrit      | 2010  | weitere Bilder |

## Liste der Objekte
| Bezeichnung                       | Beschreibung | Standort                                        | Kennzeichnung | Schutzstatus | Datum | Bild |
| --------------------------------- | --- | ----------------------------------------------- | ------------- | ------------ | ----- | ---- |
| Skulptur Madonna mit Kind         | Kalkstein, ehemals farbig gefasst, 14. Jahrhundert                                                               | in der Kirche Notre-Dame-de-l’Assomption (Lage) | PM25001447    | Classé       | 1964  |      |
| Gemälde Stiftung des Rosenkranzes | Ölfarbe auf Leinwand, 17. Jahrhundert                                                                            | in der Kapelle Notre-Dame-des-Bois (Lage)       | PM25001448    | Classé       | 1964  |      |
| Hauptaltar                        | Altartisch und Altaraufbau mit zwei Skulpturennischen; Eichenholz, farbig gefasst und vergoldet, 18. Jahrhundert | in der Kapelle Notre-Dame-des-Bois (Lage)       | PM25001449    | Classé       | 1978  |      |
| Skulptur Maria Königin            | Holz, farbig gefasst, 15. Jahrhundert (?)                                                                        | in der Kapelle Notre-Dame-des-Bois (Lage)       | PM25001450    | Classé       | 1978  |      |
| Skulptur Herz Jesus               | Stein, bezeichnet 1879                                                                                           | in der Kirche Notre-Dame-de-l’Assomption (Lage) | PM25002482    | Inscrit      | 1978  |      |
| Hauptaltar                        | Altartisch und Tabernakel; Holz, Marmor, zweite Hälfte des 19. Jahrhunderts                                      | in der Kirche Notre-Dame-de-l’Assomption (Lage) | PM25002483    | Inscrit      | 1978  |      |
| Statuenreliquiar Madonna mit Kind | Holz, farbig gefasst und vergoldet, 18. Jahrhundert                                                              | in der Kirche Notre-Dame-de-l’Assomption (Lage) | PM25002484    | Inscrit      | 1978  |      |
| Kreuzweg                          | 14 Gemälde; Ölfarbe auf Leinwand, 19. Jahrhundert                                                                | in der Kirche Notre-Dame-de-l’Assomption (Lage) | PM25002485    | Inscrit      | 1978  |      |